# Tarma (Einheit)
Die Tarma war ein italienisches Gewichtsmaß in Venedig.
- 1 Tarma = 3 Scrupel
- 9 Tarme = 1 Onza